# Logan County (Oklahoma)
Das Logan County ist ein County im US-Bundesstaat Oklahoma. Der Verwaltungssitz (County Seat) ist Guthrie. Das U.S. Census Bureau hat bei der Volkszählung 2020 eine Einwohnerzahl von 49.555 ermittelt.

## Geographie
Das County liegt nördlich des geographischen Zentrums von Oklahoma und hat eine Fläche von 1940 Quadratkilometern, wovon 12 Quadratkilometer Wasserfläche sind. Es grenzt im Uhrzeigersinn an folgende Countys: Garfield County, Payne County, Lincoln County, Oklahoma County und Kingfisher County.

## Geschichte
Logan County wurde 1890 als Original-County aus den Unassigned Lands gebildet und wurde bei der Einteilung des Gebiets ursprünglich nur als County Nr. 1 bezeichnet. Besiedelt wurde es durch weiße Siedler während der ersten offiziellen Land-Besitznahme (Oklahoma Land Run) vom 22. April 1889. Benannt wurde es nach John Alexander Logan, einem US-amerikanischen General im Mexikanisch-Amerikanischen Krieg und im Amerikanischen Bürgerkrieg, sowie späteren US-Senator und Kandidaten für das Amt des Vize-Präsidenten der USA.

### Historische Objekte
In Guthrie befindet sich das historische Logan County Courthouse (auch bekannt als Old State Capitol). Das Gerichtsgebäude befindet sich auf Nummer 301 in der East Harrison Avenue und wurde am 26. Oktober 1984 vom National Register of Historic Places als historisches Denkmal mit der Nummer 84003141 aufgenommen.
Im County liegt eine National Historic Landmark, der Guthrie Historic District. 13 Bauwerke und Stätten des Countys sind im National Register of Historic Places (NRHP) eingetragen (Stand 3. Juni 2018).

## Demografische Daten
Nach der Volkszählung im Jahr 2000 lebten im Logan County 33.924 Menschen in 12.389 Haushalten und 8.994 Familien. Die Bevölkerungsdichte betrug 18 Einwohner pro Quadratkilometer. Ethnisch betrachtet setzte sich die Bevölkerung zusammen aus 81,58 Prozent Weißen, 11,02 Prozent Afroamerikanern, 2,90 Prozent amerikanischen Ureinwohnern, 0,34 Prozent Asiaten, 0,05 Prozent Bewohnern aus dem pazifischen Inselraum und 1,2 Prozent stammten aus anderen ethnischen Gruppen und 2,91 Prozent stammten von zwei oder mehr Ethnien ab. 2,91 Prozent der Bevölkerung waren spanischer oder lateinamerikanischer Abstammung.
Von den 12.389 Haushalten hatten 33,7 Prozent Kinder unter 18 Jahre, die im Haushalt lebten. 59,2 Prozent waren verheiratete, zusammenlebende Paare, 9,8 Prozent waren allein erziehende Mütter. 27,4 Prozent waren keine Familien, 23,7 Prozent waren Singlehaushalte und in 9,7 Prozent der Haushalte lebten Menschen im Alter von 65 Jahren oder darüber. Die durchschnittliche Haushaltsgröße betrug 2,57 und die durchschnittliche Familiengröße betrug 3,04 Personen.
25,5 Prozent der Bevölkerung waren unter 18 Jahre alt, 12,0 Prozent zwischen 18 und 24, 26,5 Prozent zwischen 25 und 44, 23,7 Prozent zwischen 45 und 64 und 12,3 Prozent waren 65 Jahre oder älter. Das Durchschnittsalter betrug 36 Jahre. Auf 100 weibliche Personen kamen 97,6 männliche Personen. Auf 100 Frauen im Alter von 18 Jahren oder darüber kamen 92,9 Männer.
Das jährliche Durchschnittseinkommen eines Haushalts betrug 36.784 USD und das durchschnittliche Einkommen einer Familie betrug 44.340 USD. Männer hatten ein durchschnittliches Einkommen von 31.345 USD gegenüber den Frauen mit 22.677 USD. Das Prokopfeinkommen betrug 17.872 USD. 8,7 Prozent der Familien und 12,9 Prozent der Bevölkerung lebten unterhalb der Armutsgrenze.